# Жорж Дюби
Жорж Дюби (на френски: Georges Duby) е френски историк, работил главно в областта на обществената и стопанска история на Средновековието.

## Биография
Роден е на 7 октомври 1919 година в Париж, Франция. Първоначално учи историческа география, а след това – история в Лион. Дипломира се в Парижкия университет през 1952 при Шарл-Едмон Перен.
Преподава в Безансон и Екс ан Прованс, а от 1970 до пенсионирането си през 1991 – в Колеж дьо Франс в Париж. През 1987 г. е избран за член на Френската академия.
Дюби се нарежда сред най-влиятелните медиевисти на 20 век и е сред най-видните френски интелектуалци от 70-те години до смъртта си през 1996 г. Член на Школата „Анали“.
Умира на 3 декември 1996 година в Екс ан Прованс на 77-годишна възраст.

### На български
- „Социалната история и идеологиите на обществата“ (превод Тони Николов). – В: Духът на Анали. С., Критика и хуманизъм. 1997.
- Времето на катедралите: Изкуство и общество 980 – 1420. Превод от френски Недка Бъчварова, Георги Геров. Под научната редакция на д-р Георги Геров. София: Агата-А, 2004, 448 с. (ISBN 954-540-037-4)[2]
- Трите съсловия и въображаемият свят на феодализма: Средновековните общества. София: Кама, 2007, 376 с. (ISBN 978-954-9890-97-6)